# 유제온센역
유제온센역(일본어: 湯瀬温泉駅)은 일본 아키타현 가즈노시에 위치한 동일본 여객철도 하나와 선의 철도역이다. 단선 승강장 1면 1선의 구조를 갖춘 지상역이다.

## 이용 현황
| 승차 인원 추이 | 승차 인원 추이 |
| 연도           | 1일 평균       |
| -------------- | -------------- |
| 2000           | 93             |
| 2001           | 90             |
| 2002           | 76             |
| 2003           | 66             |
| 2004           | 59             |
| 2005           | 52             |
| 2006           | 51             |
| 2007           | 44             |
| 2008           | 39             |
| 2009           | 49             |
| 2010           | 44             |
| 2011           | 29             |
| 2012           | 28             |
| 2013           | 26             |
| 2014           | 25             |
| 2015           | 27             |

## 역 주변
- 국도 제282호선
- 유제 온천

## 역사
- 1931년 10월 17일 : 유제역으로서 가즈노 군 하치만타이 촌에 개업.
- 1987년 4월 1일 : 일본국유철도 분할 민영화에 의해, 동일본 여객철도가 승계.
- 1995년 12월 1일 : 유제온센역으로 개칭.
- 1999년
  - 5월 22일 : 교환 설비 철거.
  - 12월 4일 : 간이 위탁화. 유제온센 역장이 폐지되어, 가즈노하나와 역장 관리하에 함.
- 2001년 12월 26일 : 모리오카 지사가 유제온센 역의 위탁 역무원을 '관광역장'으로 임명.

## 인접 역
| 동일본 여객철도 하나와 선 | 동일본 여객철도 하나와 선 | 동일본 여객철도 하나와 선 |
| ------------------------- | ------------------------- | ------------------------- |
| 아니하타 고마 방면        | ■ 하나와 선               | 하치만타이 오다테 방면    |